# جون باين (مغني)
جون باين (بالإنجليزية: John Payne)‏ هو عازف قيثارة وموسيقي ومغني بريطاني، ولد في 29 سبتمبر 1958 في لوتن في المملكة المتحدة.

## وصلات خارجية
- جون باين على موقع ميوزك برينز (الإنجليزية)
- جون باين على موقع ديسكوغز (الإنجليزية)